# Carlos Muñoz
Carlos Andrés Muñoz, född 2 januari 1992 i Bogotá, är en colombiansk racerförare. Han kör sedan 2017 för A.J. Foyt Enterprises i Indycar Series.

## Tidig karriär
Muñoz inledde sin racingkarriär 2002 med karting. År 2007, femton år gammal gjorde han debut med formelbilar i nordamerikanska Formula TR Pro-serien. Han lyckades ta en pallplats på fyra starter och slutade på en åttonde plats totalt i mästerskapet. 2008 körde Muñoz både Formula Renault 2.0 Italia och Formula Renault 2.0 Eurocup för det italienska stallet Prema Powerteam. I Italien lyckades han ta poäng i sex deltävlingar av tolv och slutade på en sextonde plats i mästerskapet, men i Formula Renault 2.0 Eurocup blev det en poänglös säsong med två trettonde platser på Nürburgring och Estoril som bäst.
Följande säsong körde Muñoz för spanska EPIC Racing i Formula Renault 2.0 Eurocup och Formula Renault 2.0 West European Cup. I Eurocup tog han tio poäng på fjorton deltävlingar och slutade totalt på en åttonde plats i mästerskapet. I West European Cup slutade han på en sjunde plats i mästerskapet med två pallplatser som bästa resultat.

## Formel 3
Vid sidan av Formula Renault körde Muñoz tre deltävlingar i det spanska F3-mästerskapet för Porteiro Motorsport. Efter att som bäst kört in på en andraplats på Spa-banan slutade det på en elfte plats i det totala mästerskapet. 2011 körde Muñoz för Signature i det europeiska F3-mästerskapet. Säsongen slutade med en åttonde plats totalt. Muñoz körde även samma år ett par deltävlingar i det Brittiska F3-mästerskapet utan framgång.

## Indy Lights
År 2012 flyttade Muñoz till USA för att köra i Firestone Indy Lights för Andretti Autosport. Han slutade femma i det totala mästerskapet efter fem pallplatser inklusive två segrar, en på ovalbanan Auto Club Speedway samt en seger från pole position i Edmonton. Han fortsatte även att köra för Andretti säsongen 2013 med löfte om att få delta i det årets upplaga av Indy 500. Efter att ha vunnit fyra deltävlingar (Barber, Long Beach, Pocono och Fontana) slutade Muñoz på en tredjeplats i mästerskapet, endast 19 poäng efter segrande Sage Karam.

## IndyCar

### 2013
Muñoz debuterade i Indycar medan han fortfarande körde full säsong i Indy Lights. Som en del i kontraktet med Andretti Autosport hade han blivit lovad att få köra den nittiosjunde upplagan av Indy 500. Han kvalade in på andra plats och efter att legat på ledarvarvet hela tävlingen samt lett tolv varv tog han andraplatsen efter segraren Tony Kanaan. Han förärades med priset "Indianapolis 500 Rookie of the Year" för bedriften.
I juli fick Muñoz förfrågan om att köra ett lopp i Toronto för Panther Racing. Under tävlingshelgen kördes två lopp, ett på lördagen och ett på söndagen. Panther Racings Ryan Briscoe hade skadat foten under lördagens lopp och skulle bli borta i en månad. Muñoz tackade trots den sena tiden ja, och med endast 30 minuter och 12 varv på söndagmorgonens fria träning kvalade han in på en tjugofjärde plats och slutade som sjuttonde bil i mål.
Inför säsongsavslutningen på Auto Club Speedway i Fontana beslutade Andretti att ersätta E.J. Viso med Muñoz. Den officiella orsaken var sjukdom. Muñoz låg bland tätbilarna när han spann och  kraschade hårt in i muren i kurva två på det hundrade varvet.

### 2014
Inför 2014 hade Muñoz säkrat ett kontrakt med Andretti som innebar en permanent styrning i Indycar. Sammanlagt slutade han på åttonde plats i förarmästerskapet med nio stycken topp-tio placeringar på arton deltävlingar varav tre tredjeplatser (Long Beach, Huston och Pocono), samt två fjärdeplatser (Ohio och Indianapolis). Han blev säsongens bästa nykomling och utsågs till årets rookie.

### 2015
Muñoz kör även under 2015 för Andretti Autosport. Efter en svag inledning på säsongen med endast en sjätteplats i Alabama som bästa resultat på sex deltävlingar, vann Muñoz sitt första lopp. I Detroit vann han första loppet av två som kördes 30-31 maj på Belle Isle Park. Loppet rödflaggades efter 47 körda varv av sjuttio på grund av häftigt regn och kraftiga stormbyar. Då mer än 50 % av loppet var avverkat och tävlingsledningen, med hjälp av radarbilder, kunde konstatera att ovädret skulle hålla i sig, utsågs Muñoz som ledde vid rödflaggen som segrare.